# Gąsierzyno
Gąsierzyno (niem.: Ganserin) – wieś sołecka w północno-zachodniej Polsce, położona w województwie zachodniopomorskim, w powiecie goleniowskim, w gminie Stepnica, nad Roztoką Odrzańską, w Dolinie Dolnej Odry (tereny podmokłe, łąkowe), przy drodze łączącej Stepnicę z Czarnocinem. Nieopodal na południe znajduje się Gąsierzyńska Zatoka.
Według danych z 31 grudnia 2009 r. wieś zamieszkiwało 186 osób.

## Historia

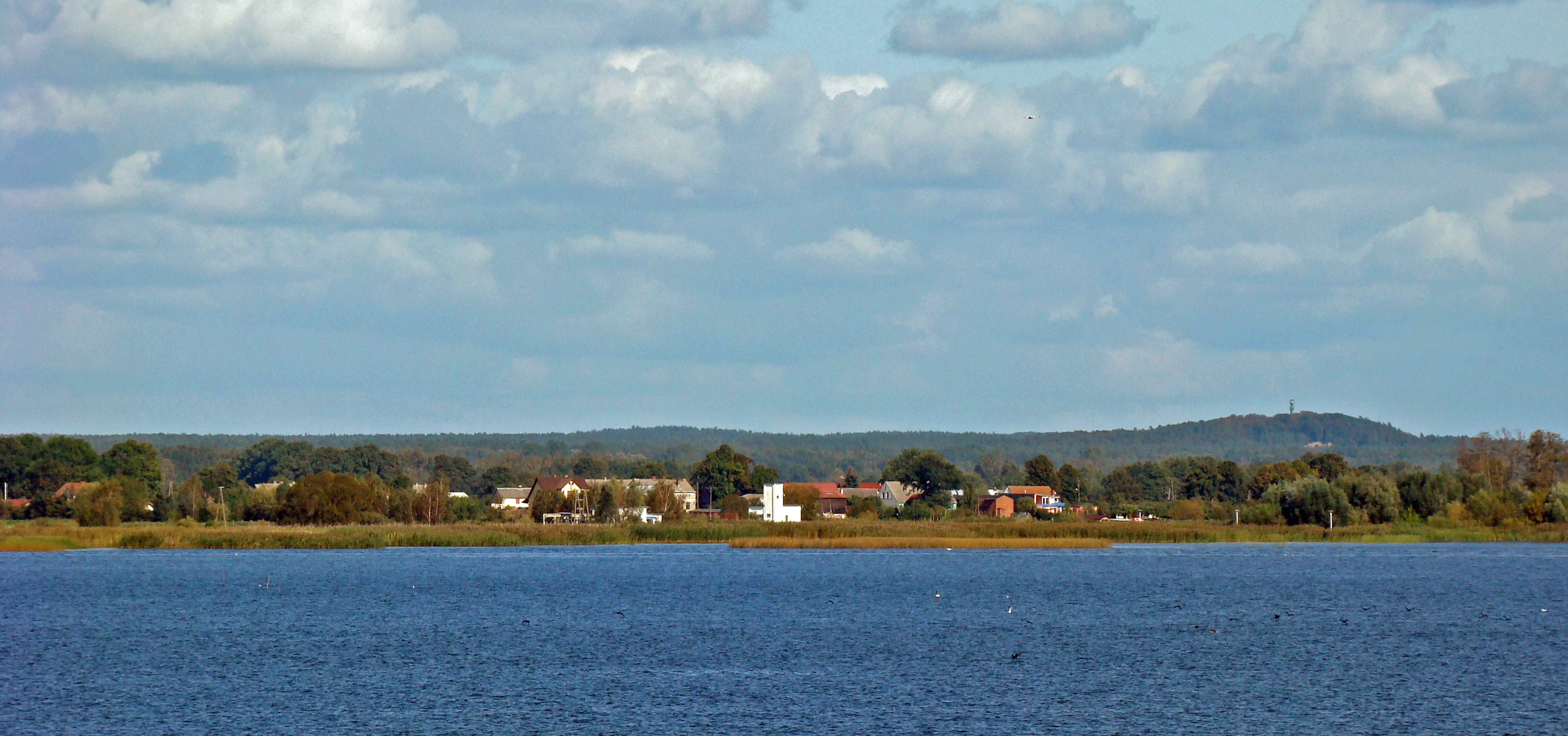
Gąsierzyno widok przez Roztokę Odrzańską a w tle Góra Zielonczyn

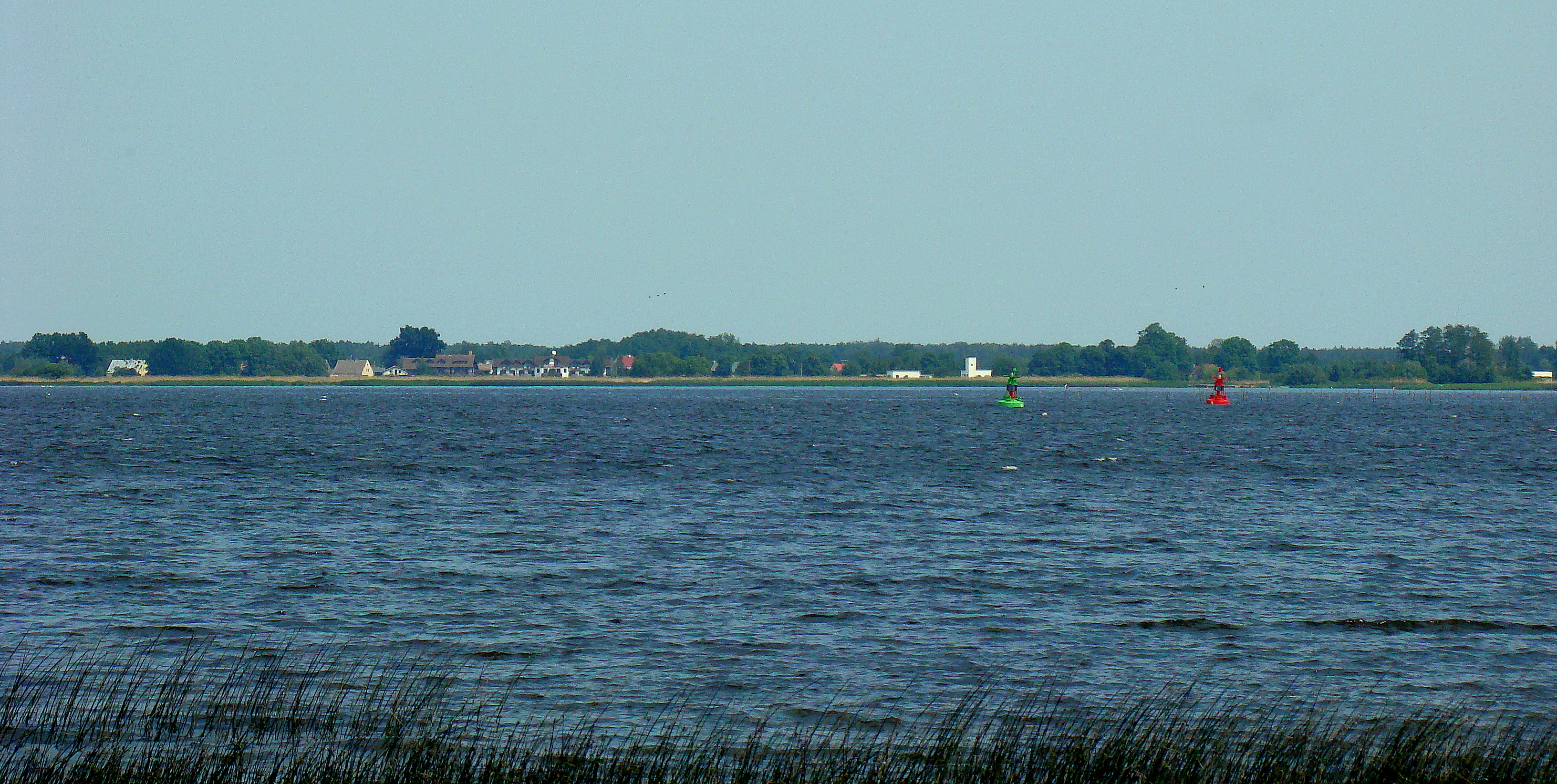
Gąsierzyno widok przez Roztokę Odrzańską

Obecnie wieś o układzie wielodrożnicy. Znajduje się tutaj wiele zagród pochodzących z przełomu XIX i XX wieku, w większości są to ceglane i otynkowane budynki murowane, występuje jednak kilka domów i budynków gospodarczych o konstrukcji ryglowej. Do zabytków należy również XIX-wieczna stodoła oraz pozostałości dwóch cmentarzy, dzisiaj zarośnięte starodrzewiami i zaniedbane. Wieś ma charakter turystyczny, nad Zatoką Gąsierzyńską znajduje się plaża. Zalew Szczeciński i jego bliskość stwarza warunki do uprawiana żeglarstwa i innych sportów wodnych. We wsi znajduje się dwa sklepy spożywcze i zakład stolarski.
Przez wieś prowadzi znakowany  zielony turystyczny Szlak Stepnicki (Stepnica → Wolin) oraz zielony  Międzynarodowy szlak rowerowy wokół Zalewu Szczecińskiego R-66.

### Przynależność polityczno-administracyjna
|                   | Okres        | Jednostki podziału terytorialnego                                                         |
| ----------------- | ------------ | ----------------------------------------------------------------------------------------- |
| Związek Niemiecki | 1815–1866    | Związek Niemiecki, Królestwo Prus, prowincja Pomorze                                      |
|                   | 1866–1871    | Związek Północnoniemiecki, Królestwo Prus, prowincja Pomorze                              |
|                   | 1871–1918    | Cesarstwo Niemieckie, Królestwo Prus, prowincja Pomorze                                   |
|                   | 1919–1933    | Rzesza Niemiecka (Republika Weimarska), kraj związkowy Prusy, prowincja Pomorze           |
| III Rzesza        | 1933–1945    | III Rzesza, prowincja Pomorze                                                             |
| Polska            | 1945 - 1950  | Rzeczpospolita Polska (Polska Ludowa), województwo szczecińskie                           |
| Polska            | 1950 - 1957  | Rzeczpospolita Polska (Polska Ludowa), województwo szczecińskie                           |
| Polska            | 1957 - 1975  | Polska Rzeczpospolita Ludowa, województwo szczecińskie                                    |
| Polska            | 1975 - 1989  | Polska Rzeczpospolita Ludowa, województwo szczecińskie                                    |
| Polska            | 1989 - 1998  | Rzeczpospolita Polska, województwo szczecińskie, gmina Stepnica                           |
| Polska            | 1999 - teraz | Rzeczpospolita Polska, województwo zachodniopomorskie, powiat goleniowski, gmina Stepnica |